# سام بي. توماس
سام بي. توماس (بالإنجليزية: Sam B. Thomas)‏ هو مدرب كرة سلة وسياسي أمريكي، ولد في 29 أبريل 1925 في مقاطعة ماريون في الولايات المتحدة، وتوفي في 19 أكتوبر 2007. حزبياً، نشط في الحزب الديمقراطي.